# Ерденемандал
Ерденемандал (монг.: Эрдэнэмандал ) – сомон Архангайського аймаку Монголії. Територія 3,4 тис. км², населення 6,5 тис. чол.. Центр селище Улзийт. Знаходиться на відстані 165 км від Цецерлега, 573 км від Улан-Батора. Школа, лікарня, сфера обслуговування.

## Рельєф
Гори Бургаст (2200 м), Улзийт, Елстийн, Бор бургаст, Бухун шар. Долини Хунуй та Хануй, річки Хунуй та Хануй та їх притоки, багато неглибоких озер.

## Корисні копалини
Залізна та мідна руда, дорогоцінне каміння, будівельна та хімічна сировина.

## Клімат
Різкоконтинентальний клімат, середня температури січня -22, липня + 16-18 градусів. У середньому протягом року випадає 300-400 мм опадів.

## Тваринний світ
Лисиці, вовки, манули, козулі, аргаль, дикі кози, кабани, зайці, тарбагани.

## Межі сомону
Сомон межує з такими сомонами аймаку Архангай: Хайрхан, Улзийт, Тувшруулех, Ценхер, Ерденебулган, Іхтамір.